# Кристин Макви
Кристин Ан Макви (на английски: Christine Anne McVie), с моминско име Пърфект (Perfect; * 12 юли 1943 г., Бут, Ланкашър, Англия, † 30 ноември 2022 г., Лондон) е английска певица, музикантка и авторка на песни в САЩ. Известна е като кийбордистка и вокалистка на групата „Флийтуд Мак“.
Макви е член на няколко групи, по-специално на Шикън Шак на британската блус сцена в средата на 60-те г. Тя започва да работи с Флийтуд Мак през 1968 г., първоначално като студиен музикант, преди да се присъедини към групата през 1970 г. Първите ѝ композиции с Флийтуд Мак се появяват в петия им албум Future Games. Тя остава с групата през много промени в състава, пише песни и изпълнява водещи вокали, преди частично да се оттегли през 1998 г. Тя е описана като „главният двигател зад някои от най-големите хитове на Флийтуд Мак“. Осем песни, написани от нея или в съавторски с нея, включително Don't Stop, Everywhere и Little Lies, се появяват в албума Greatest Hits на Флийтуд Мак от 1988 г. Тя се появява като гост музикант в последния им студиен албум Say You Will. Макви има и три солови студийни албума.
Като член на Флийтуд Мак Макви е въведена в Залата на славата на рокендрола и през 1998 г. получава наградата „Брит“ за изключителен принос към музиката. През същата година, след почти 30 години с групата, тя напуска групата, издавайки солов албум през 2004 г. Изпълнителката се появяваи на сцената с Флийтуд Мак на O2 арена в Лондон през септември 2013 г. и се присъединява отново към тях през 2014 г. преди тяхното турне On with the Show.
Макви получава Златна значка за заслуги от BASCA (днешна Академия „Айвърс“) през 2006 г. Тя получава наградата „Айвър Новело“ за цялостно творчество от Британската академия за текстописци, композитори и автори през 2014 г. и е отличена с наградата „Трейълблейзър“ на наградите UK Americana през 2021 г. Тя също така е носителка на две награди Грами.

## Ранен живот
Макви е родена на 12 юли 1943 г. в английското село Бут в Лейк Дистрикт и израства в района Беъруд на индустриалния град Сметик близо до Бирмингам. Баща ѝ Сирил Пърси Абсел Пърфект е концертиращ цигулар и музикален преподавател в Педагогическия колеж „Сейнт Петър“ в Солтли, Бирмингам, и преподава цигулка в гимназията „Сейнт Филип“, Бирмингам. Майка ѝ Беатрис Едит Мод (Рийс) Пърфект, е медиум, екстрасенска и лечителка. Дядо ѝ е бил органист в Уестминстърското абатство.
Макви се запознава с пианото, когато е на 4 г., но не учи музика сериозно до 11-годишна възраст, когато отново се запознава с него благодарение на местен музикант, който е приятел на брат ѝ Джон. Тя продължава класическото обучение до 15-годишна възраст, но измества музикалния си фокус към рокендрола, когато брат ѝ се сдобива с песенник на Фатс Домино. Други ранни влияния включват Евърли Брадърс.

## Ранна музика
Макви учи скулптура в Художествено училище „Мозли“ в Бирмингам в продължение на 5 г. с цел да стане учителка по изкуства. Докато е там, тя се запознава с начинаещи музиканти от британската блус сцена. Запознаването ѝ с изпълнението на музика идва, когато тя среща китариста Стан Уеб и басиста Анди Силвестър, които са в групата Саундс ъф Блу. Знаейки, че Макви има музикален талант, те я канят да се присъедини към тях. Тя пее и със Спенсър Дейвис. По времето, когато Макви завършва художествения колеж, групата се разпада. Тя няма достатъчно пари, за да се насочи към света на изкуството и се премества в Лондон, където работи за кратко като аранжор на витрини в универсален магазин.

## Чикън Шак
През 1967 г. Макви, която тогава свири под името Кристин Пърфект, чува, че Силвестър и Уеб сформират блус група, която ще се казва Чикън Шак, и търсят пианист. Тя се свързва с тях и е поканена да се присъедини към групата като пианистка, клавиристка и беквокалистка. Дебютното издание на групата е It's Okay with Me Baby, което е написано от и включва Макви. Тя остава с групата за два студийни албума и нейното истинско усещане за блус става очевидно в нейното свирене на пиано в стил Сони Томпсън и автентичния ѝ „блус“ глас. Чикън Шак има хит с кавър версия на I'd Rather Go Blind на Елингтън Джордан, в който Макви участва като главна вокалистка. Макви получава наградата на Мелъди Мейкър за най-добра вокалистка на Обединеното кралство през 1969 г. и отново през 1970 г. Тя напуска Чикън Шак през 1969 г., след като се омъжва за басиста на Флийтуд Мак Джон Макви година по-рано, чувствайки, че няма да вижда съпруга си, ако са в различни групи.

## Флийтуд Мак
Макви е почитателка на Флийтуд Мак и докато е на турне с Чикън Шак, двете групи често се срещат. И двете групи са подписани с лейбъла Блу Хърайзън, а Макви свири на пиано като гост музикант в песните на Питър Грийн във втория студиен албум на групата Mr. Wonderful. Насърчена да продължи кариерата си, тя записва дебютния си соло студиен албум Christine Perfect, който по-късно е преиздаден като The Legendary Christine Perfect Album. Тя е поканена да се присъедини към Флийтуд Мак на клавишни през 1970 г. след напускането на члена-основател Питър Грийн, след като вече е допринесла с пиано и беквокали, некредитирани, за следващия им албум Kiln House. Тя рисува и неговата обложка. Групата се бори да се справи без Грийн и има нужда от друг музикант, който да допълни звученето им. Макви е голяма фенка на Флийтуд Мак от ерата на Питър Грийн и е научила песните за новия албум по време на репетиции. Така тя става неразделен член на Флийтуд Мак на клавишни и като авторка на песни и вокалистка. Преди да се присъедини, се говори за разпадане на групата, но Мик Флийтуд казва по-късно: „Кристин стана спойката [която държеше групата заедно]. Тя изпълни нашето звучене прекрасно."
Първият студиен албум, в който Макви свири като пълен член на Флийтуд Мак, е Future Games през 1971 г. Това е и първият албум, по който тя работи с американския китарист и текстописец Боб Уелч, който заменя основателя Джеръми Спенсър.
Макви се мести с останалата част от Флийтуд Мак в Калифорния, САЩ през 1974 г., където Уелч напуска след последния албум Heroes are Hard to Find, а Стиви Никс и Линдзи Бъкингам от Бъкингам Никс се присъединяват към групата. Сега съставът включва две главни вокалистки, които също пишат песни. Макви моментално се влиза в синхрон с Никс и двете жени откриват, че гласовете им са в перфектна хармония. Макви пише и е главна вокалистка в четири песни в първия студиен албум на новия състав Fleetwood Mac (1975): Warm Ways („Топло начини“), Over My Head („Над главата ми“), Say You Love Me („Кажи, че ме обичаш“) и Sugar Daddy („Чичко паричко“), и има съвместна авторска заслуга с Линдзи Бъкингам за World Turning („Преобръщането на света“). Албумът извежда няколко хитови песни, като Over My Head и Say You Love Me на Макви влизат в класацията на сп. „Билборд“ Топ 20 за сингли. Over My Head поставя Флийтуд Мак в американското радио и в националния Топ 20.
През 1976 г. Макви започва връзка по време на турне с директора по осветлението на групата, което я вдъхновява да напише You Make Loving Fun („Ти правиш любовта забавна“) – топ 10 хит от следващия им албум Rumors (1977). Най-големият ѝ хит от албума е Don't Stop („Не спирай“), който достига челната петица. Албумът включват и Songbird („Пойна птица“) на Макви – бавна балада с нея на пиано и Бъкингам, акомпаниращ на акустична китара.
До края на турнето Rumors Макви се разделя със съпруга си Джон. Кристин има хит в Топ 20 на САЩ с Think About Me („Помисли за мен“) от двойния студиен албум Tusk от 1979 г., който не достигна успеха на албума Rumors. След турнето Tusk групата се разделя, събирайки се отново през 1981 г., за да запише студийния албум Mirage в студиото на Шато д'Ерувил във Франция. Mirage, издаден през 1982 г., връща групата на върха на класациите в САЩ и съдържа топ пет хита: Hold Me („Дръж ме“), написан в съавторство с Макви. Вдъхновението на Макви за песента е нейната измъчена връзка с барабаниста на Бийч Бойс Денис Уилсън. Нейната песен Love in Store („Резервна любов“) става третият сингъл от албума, достигайки номер 22 в началото на 1983 г.
Вторият самостоятелен студиен албум на Макви – Christine McVie, записан през 1984 г., включва хитовете Got a Hold on Me (номер 10 в поп класацията на САЩ, номер 1 в Класацията Adult Contemporary и номер 1 в Мейнстрийм рок песните) и Love Will Show Us How (номер 30 б Класацията за американски поп). Третият сингъл – I'm the One не влиза в класациите. Макви казва за албума: „Може би това не е най-приключенският албум в света, но исках да бъда честна и да зарадвам собствените си уши с него.“
Макви се омъжи за кийбордиста Еди Куинтела на 18 октомври 1986 г. и двамата написват заедно песни, включени в следващите албуми на Флийтуд Мак. Тя се присъединява отново към групата през 1987 г., за да запише студийния им албум Tango in the Night, който става най-големият успех на групата след Rumors и достига до Топ 5 в Обединеното кралство и САЩ. Little Lies („Малки лъжи“) на Макви, написана в съавторство с мъжа ѝ, е най-големият хит от албума. Друг сингъл на Макви от албума, Everywhere („Навсякъде“), достига четвърто място в Обединеното кралство, третият най-висок връх на групата в британските класации. Сингълът достига номер 14 в САЩ. През 1990 г. Флийтуд Мак (вече без Линдзи Бъкингам) записва Behind the Mask. Албумът достига златен статус в САЩ, а песента на Макви Save Me („Спаси ме“) попада в Топ 40 на САЩ. Албумът влиза в класацията за албуми на Обединеното кралство под номер 1 и достига платинен статус. Skies the Limit („Небесата са лимитът“) на Макви – вторият американски сингъл от албума е хит в съвременната класация за възрастни.
Бащата на Макви умира през 1990 г., докато тя е на турнето Behind the Mask и тя решава да се оттегли от турнето. Макви остава с групата и написва и записва нова песен – Love Shines („Любовта блести“) за бокс сета от 1992 г. 25 Years – The Chain и пет песни за студийния албум Time от 1995 г. Стиви Никс вече е напуснала. В средата на 90-те г. Мик Флийтуд и Джон Макви работят с Линдзи Бъкингам по един от соловите му проекти, а Кристин Макви осигурява вокали и клавишни инструменти в някои от песните. Предложено е събиране, Стиви Никс се присъединява отново към групата и Флийтуд Мак записва концертния си албум от 1997 г. The Dance, който достига номер едно в американските класации за албуми. Макви се завръща на турнета и свири за въвеждането на групата през 1998 г. в Залата на славата на рокендрола, както и на шоуто за наградите „Грами“ и Наградите „Брит“ в Обединеното кралство. Тя решава да не продължи с Флийтуд Мак след 1998 г. и казва, че това е така, защото е развила фобия от летенето.

### 1999 – 2014 г.: Пауза с Флийтуд Мак и полуоттегляне
След албума на Флийтуд Мак The Dance Макви се завръща в Англия, за да бъде близо до семейството си и остава далеч от публичното пространство до 2000 г., когато изглежда приема почетна докторска степен по музика от Университета в Гринуич. Пет години след напускането на групата тя се развежда за втори път.
В интервю от 2004 г. Макви признава, че вече не слуша много поп музика и вместо това заявява, че предпочита радио Classic FM. Тя се появява като гост музикант в последния студиен албум на Флийтуд Мак Say You Will. През декември 2003 г. тя отива да види последното изпълнение на групата във Великобритания на турнето Say You Will в Лондон, но не се присъединява към бившите си колеги на сцената. През същата година издава третия си солов студиен албум In the Meantime.
Макви е наградена със Златна значка за заслуги на Британската академия на текстописци, композитори и автори на церемония, проведена в лондонския хотел „Савой“ през 2006 г. През същата година сп. „Пейст“ нарича Макви заедно с колегите ѝ от групата Линдзи Бъкингам и Стиви Никс 83-ия най-велик жив автор на песни или екип за писане на песни. Макви не се присъединява към бившите си колеги от групата на последното изпълнение на Флийтуд Мак в Обединеното кралство на турнето Unleashed през ноември 2009 г. По време на обявяването на световното им турне през 2012 г., Стиви Никс омаловажава вероятността Макви някога да се присъедини отново към групата: „Тя отиде в Англия и никога не се е връщала от 1998 г. [...] колкото и да ни се иска да мислим, че тя просто ще промени решението си един ден, не мисля, че ще се случи [. . . ] Обичаме я, така че трябваше да я пуснем."
През октомври 2013 г. е обявено, че Макви записва солов студиен албум за първи път от девет години. Албумът никога не е издаден.

### 2014 – 2022 г.: Завръщане във Флийтуд Мак и албум с Линдзи Бъкингам
През 2013 г. Макви се появява на сцената в Мауи, Хавай, свирейки с Мик Флийтуд Блус Бенд, която включва Мик Флийтуд и бившия китарист на Флийтуд Мак Рик Вито. Това е първата ѝ поява на сцена от 15 години насам. По-късно през септември тя се присъединява към Флийтуд Мак на сцената за първи път от 15 години, за да изсвири Don't Stop на O2 арена в Лондон. Тя свири на два концерта и появата ѝ на сцената е посрещната с бурни аплодисменти. На 11 януари 2014 г. Мик Флийтуд обявява по време на концерт в Мауи, че Макви ще се присъедини отново към групата и два дни по-късно това е официален факт.
През август 2016 г. Мик Флийтуд казва, че докато групата има „огромно количество записана музика", на практика нито една от тях не включва Стиви Никс. Линдзи Бъкингам и Макви обаче са допринесли с множество песни за новия проект. Флийтууд казва: „Тя [Макви]... написа доста... Тя и Линдзи вероятно биха могли да имат много силен дуетен албум, ако искат. В интерес на истината се надявам да се стигне до повече от това. Наистина има десетки песни. И наистина са добри. Така че ще видим."
Съвместният студиен албум на Кристин Макви и Линдзи Бъкингам Lindsey Buckingham Christine McVie е издаден на 9 юни 2017 г. и е предшестван от сингъла In My World („В моя свят“). Турне с 38 дати започна на 21 юни 2017 г. и завърши на 16 ноември. От 21 юни до 27 юли 2017 г. дуото участва в 14-дневно турне в Северна Америка. Осем от десетте песни на албума са изсвирени на живо, а останалата част от сет листа се състои от песни на Флийтуд Мак и солови парчета на Бъкингам. Соло рок проектът на Джейкъб Дилан на име „Уолфлауърс“ отваря врати за групата в избрани вечери. През юни групата се появи в The Tonight Show на Джими Фалън, за да изпълни първия сингъл от албума, In My World. Някои допълнителни шоута в Северна Америка са добавени по-късно през август, включително едно в Лос Анджелис и друго в Ню Йорк. Друг северноамерикански етап започва през октомври, който вижда добавянето на още 22 концерта.
Флийтуд Мак са хедлайнери на втората вечер на концерта Класик Уест (на 16 юли 2017 г. на стадион „Доджър“ в Лос Анджелис) и втората вечер на концерта Класи Йист (на Сити Филд в Ню Йорк на 30 юли 2017 г.). На 9 април 2018 г. групата обявява, че Майк Кембъл ще се присъедини към групата заедно с Нийл Флин, за да замени водещия китарист Линдзи Бъкингам, който е уволнен.
През 2019 г. Макви участва в 90-минутния документален филм на Би Би Си Fleetwood Mac's Songbird – Christine McVie, режисиран от Мат О'Кейси.

## Други сътрудничества
Макви пее с Кристофър Крос в песента Never Stop Believing от неговия студиен албум от 1988 г. Back of My Mind, както и с Боб Уелч в соловата му версия на Sentimental Lady.

## Личен живот
Макви се жени за Джон Макви през 1968 г. и техен кум е Питър Грийн. Вместо меден месец те празнуват в хотел в Бирмингам с Джо Кокър, който случайно е отседнал там, преди да заминат със собствените си групи. Двойката се развежда през 1976 г., но остават приятели и поддържат професионално партньорство. По време на продукцията на албума Rumours Макви има връзка с осветителния инженер на Флийтуд Мак Къри Грант, което вдъхновява песента You Make Loving Fun. От 1979 до 1982 г. тя излиза с Денис Уилсън от Бийч Бойс. Макви се жени за португалския кийбордист и текстописец Еди Куинтела на 18 октомври 1986 г. Двамата си сътрудничат по редица песни заедно, включително Little Lies. Те се развеждат през 2003 г., а Куинтела умира през 2020 г.
По време на пика на успеха на Флийтуд Мак през 70-те години Макви живее в Лос Анджелис в къща, която преди е била собственост на Джоан Колинс и Елтън Джон. През 1990 г. се мести в Тюдоркото имение в Уикъмбро близо до Кентърбъри в Кент, където се оттегля, след като напуска Флийтуд Мак през 1998 г., и работи върху соловия си материал. Години наред Макви намира вдъхновение в провинциалната обстановка на дома, като не само пише песни там, но и реставрира къщата. Въпреки това, след като се присъединява отново към Флийтуд Мак през 2014 г., Макви започва да прекарва повече време в Лондон и пуска къщата на пазара през 2015 г.
В свое интервю от юни 2022 г. Кристин Макви казва, че шампанското и кокаинът са ѝ помогнали да се представя по-добре на сцената. През 2004 г. тя казва, че е спряла дрогата преди 20 г., както и алкохола, и се опитва да спре тотюнопушенето.

## Смърт
След кратко боледуване Макви умира в болница на 30 ноември 2022 г. на 79-годишна възраст. Смъртта ѝ е съобщена от семейството ѝ чрез социалните мрежи. Флийтуд Мак казват в изявление след смъртта ѝ, че тя е „най-добрият музикант, който някой може да има в групата си и най-добрият приятел, който всеки може да има в живота си“. Друг член на групата – Стиви Никс нарича Макви нейната „най-добра приятелка в целия свят“ в изявление след смъртта ѝ.